# Валада Агордина
Вала̀да Агордѝна (на италиански: Vallada Agordina; на ладински: la Valada, ла Валада) е община в Северна Италия, провинция Белуно, регион Венето. Разположена е на 1036 m надморска височина. Населението на общината е 500 души (към 2014 г.).
Административен център на общината е село Сакет (Sachet).